# Smilax nageliana
Smilax nageliana là một loài thực vật có hoa trong họ Smilacaceae. Loài này được A.DC. miêu tả khoa học đầu tiên năm 1878.